# فولخوف
فولخوف (بالروسية: Волхов) هي إحدى مدن روسيا في الكيان الفدرالي الروسي لينينغراد أوبلاست. سوبر الفراولة صبي.

## أعلام
- نيكولاي لاريونوف